# Deadline Hollywood
Pour les articles homonymes, voir Deadline.
Deadline, officiellement Deadline Hollywood, et aussi connu sous le nom de Deadline.com, est un webzine d'information sur le showbusiness fondé par Nikki Finke et qui fait partie depuis 2009 du groupe Penske Media Corporation de Jay Penske.

## Histoire
À l'origine Nikki Finke est une chroniqueuse du magazine LA Weekly ayant lancé une chronique intitulée Deadline Hollywood en juin 2002. En mars 2006, elle lance un blogue nommé Deadline Hollywood Daily (DHD). En 2009, Nikki Finke vend le site DHD au groupe Mail.com Media de Jay Penske. En septembre 2009, le site se rebaptise Deadline.com avec l'ajout d'autres villes dont New York et Londres.
En novembre 2013, Finke quitte Deadline à la suite d'une année de dissension avec Jay Penske qui avait acheté le site et magazine concurrent Variety.